# بازی تاج‌وتخت (رمان)
بازی تاج‌وتخت (به انگلیسی: A Game of Thrones) نخستین کتاب از مجموعه رمان فانتزی حماسی ترانه یخ و آتش، اثر نویسنده آمریکایی جرج آر. آر. مارتین است. این کتاب برای نخستین بار در ۶ اوت ۱۹۹۶ منتشر شد. این رمان در سال ۱۹۹۷ برنده جایزه لوکاس شد و همچنین در سال ۱۹۹۸ نامزد دریافت جایزه نبولا و در سال ۱۹۹۷ نامزد دریافت جایزه جهان فانتزی نیز شد. رمان کوتاه خون و اژدها، برگرفته از بخش دنریس تارگریان این کتاب نیز برنده بهترین رمان کوتاه در جایزه هوگو شد. در ژانویه ۲۰۱۱ این رمان توسط نیویورک تایمز به عنوان رمانی پر فروش معرفی شد و در ژوئیه همان سال به رتبه نخست این فهرست رسید.
این رمان از دیدگاه شیوه روایت داستان‌های مختلفی را روایت می‌کند که از جمله آنها خطوط داستانی سرزمین وستروس، دیوار شمالی و خط داستانی تارگریان می‌باشد. از داستان این رمان چندین محصول جانبی از جمله کارت بازی، تخته بازی و بازی نقش‌آفرینی ایجاد شده‌است. همچنین داستان این رمان پایه داستانی فصل اول مجموعه تلویزیونی بازی تاج‌وتخت محصول شبکه اچ‌بی‌او می‌باشد که پخش آن از ۱۷ آوریل ۲۰۱۱ شروع شد.

## چکیده داستان
داستان بازی تاج‌وتخت، سه خط داستانی را به‌طور همزمان روایت می‌کند.

### در قلمرو هفت پادشاهی
در ابتدای داستان، ادارد استارک (ند)، لرد وینترفل به نمایندگی از هفت پادشاهی یک سرباز فراری از نایت واچ (نگهبانی شب) را در حضور پسرانش محکوم و اعدام می‌کند. در راه بازگشت به وینترفل پسران ادارد شش توله گرگ را می‌یابند که به نشان از پنج فرزند و یک فرزند نامشروع او تصمیم به نگهداری از آنان می‌کنند. (گرگ، نشان خانوادگی قلمرو استارک‌ها می‌باشد) در ادامه با مرگ لرد جان آرین مشاور سابق پادشاه (دست پادشاه، بالاترین مشاور نزدیک به شاه)، پادشاه رابرت براتیون برای ملاقات با ادارد به وینترفل می‌آید. به دلیل اعتمادی که پادشاه به عنوان یک دوست و متحد قدیمی به ادارد دارد از او می‌خواهد تا عنوان مشاور پادشاه را بپذیرد. ادارد بر خلاف میلش این پیشنهاد را می‌پذیرد و در همان زمان زن او بانو کاتلین استارک از او می‌خواهد در مورد مرگ مشاور سابق، جان آرین تحقیق کند. خواهر کاتلین که بیوه جان آرین می‌باشد در نامه‌ای مخفیانه به او اطلاع می‌دهد که شوهرش بر اثر توطئه‌ای سیاسی و به دست زن پادشاه، ملکه سرسی و خانواده قدرتمند او (خاندان لنیسترها) مسموم و کشته شده‌است.
پیش از آنکه استارک‌ها برای رفتن به سرزمین پادشاهی به سمت جنوب حرکت کنند، پسر جوان ادارد، بران استارک شاهد رابطه جنسی ملکه سرسی و برادرش جیمی لنیستر می‌شود و به همین دلیل جیمی برای حفظ این راز او را از بالای برج به پایین پرتاب می‌کند. بران بر خلاف احتمال زنده می‌ماند ولی به کما می‌رود. در زمان بهبودی او یک قاتل برای کشتن او تلاش می‌کند که با تلاش مادرش کاتلین و گرگش که قاتل را می‌کشد او زنده می‌ماند. کتلین در می‌یابد که شوهرش در سرزمین پادشاهی با خطر روبرو است. او به صورت ناشناس با کشتی برای هشدار به سوی شوهرش سفر می‌کند و در این مدت پسر بزرگش راب استارک را به عنوان جانشین و لرد وینترفل جایگزین می‌کند. کمی پس از رفتن کاتلین، بران از کما بیرون می‌آید در حالی که فلج شده و هیچ خاطره‌ای از سقوطش از برج ندارد. او نام گرگش را سامر انتخاب می‌کند. او در وینترفل به همراه برادر بزرگش راب و برادر کوچکش ریکون می‌ماند.
در همین زمان لرد ادارد به همراه دخترانش سانسا و آریا به سمت سرزمین پادشاهی (پایتخت) در حرکت است. سانسا یازده ساله به عنوان نامزد پسر دوازده ساله شاه رابرت، ولیعهد جفری انتخاب شده‌است.
در زمان رسیدن کاتلین به سرزمین پادشاهی او دیدار مخفیانه‌ای با پیتر بیلیش، معروف به انگشت کوچک، که از دوستان کودکی و دلباخته او بوده که اکنون به عنوان خزانه‌دار در سرزمین پادشاهی است، انجام می‌دهد. او خنجری را که قاتلی سعی داشت با آن بران را بکشد، متعلق به تیریون لنیستر، برادر کوتوله سرسی و جیمی می‌داند. در راه برگشت کاتلین به وینترفل او با تیریون مواجه می‌شود که از دیوار شمالی برمی‌گردد و او را اسیر می‌کند. او مسیرش را به سمت ایری جایی که خواهرش بانو لیزا آرین به عنوان بانوی دره بر آن حکمرانی می‌کند، تغییر می‌دهد. لیزا لنیسترها را به دلیل قتل شوهرش جان مقصر می‌داند و دستور قتل تیریون را می‌دهد. اما تیریون درخواست محاکمه از طریق مبارزه را می‌دهد و آزادی‌اش را پس از پیروزی مزدور استخدامی او، برون، در دوئل بدست می‌آورد. به تلافی ربودن تیریون، پدر او لرد تیوین لنیستر اعلام جنگ می‌کند. پسر او جیمی نیز که به تازگی در پایتخت با ادارد استارک مبارزه نموده و تعدادی از همراهانش را کشته و او را زخمی نموده بود به پدرش می‌پیوندد.
ادارد همچون جان آرین درمی‌یابد که ورثه قانونی تخت و تاج در واقع فرزندان جیمی لنیستر و خواهرش ملکه می‌باشند. او این موضوع را با ملکه سرسی در میان می‌گذارد و به او شانس فرار می‌دهد پیش از آنکه حقیقت را به پادشاه رابرت بگوید. اما در این بین شاه رابرت در شکار جراحت سختی برمی‌دارد و به این دلیل ادارد نمی‌تواند در بستر مرگ پادشاه حقیقت را دربارهٔ کودکان همسرش با او درمیان گذارد. زمانی که رابرت در بستر مرگ است، برادر جوان او رنلی به ادارد پیشنهاد می‌دهد که پیش از آنکه لنیسترها حرکتی کنند، با استفاده از نیروهای دو خاندان شبانه ملکه سرسی و فرزندانش را دستگیر و کنترل حکومت را در اختیار گیرند. ادارد اما از این خواسته امتناع می‌کند. رنلی نیز به همراه گارد سلطنتی براتیون پایتخت را ترک می‌کند. ادارد از انگشت کوچک (بیلیش) می‌خواهد که توسط نیروهای گارد ملکه سرسی را بازداشت کند، اما او خیانت می‌کند و در نتیجه ادارد دستگیر می‌شود، تمام یارانش کشته می‌شوند و دخترش سانسا نیز بدست لنیسترها می‌افتد. اما آریا به کمک مربی شمشیر بازی‌اش از قصر فرار می‌کند.
در حالی که ادارد زندانی شده‌است، پسر بزرگ سرسی و جیمی، جفری به عنوان وارث رابرت و پادشاه هفت سرزمین بر تخت می‌نشیند راستین سوگند یاد کند و بر اساس قرارداری با ملکه سرسی به عنوان سربازی عادی به نگهبانان شب بپیوندند. ادارد نیز در دید عموم اعتراف به خیانت می‌کند، اما جفری بر خلاف پیشنهاد و تقاضای مادر و شورای مشاورانش دستور سربریدن ادارد را می‌دهد. لرد ادارد در برابر چشمان دخترانش سانسا و آریا اعدام می‌شود. آریا نیز بدست یکی از دوستان پدرش در نگهبانان شب می‌افتد.
با رسیدن خبر دستگیری ادارد، جنگی داخلی در سراسر هفت پادشاهی آغاز می‌شود. راب، لرد جدید وینترفل لشکری از شمالی‌ها را آماده و به همراه کاتلین برای نجات پدر و خواهرانش به سمت سرزمین پادشاهی حرکت می‌کند.

### در دیوار شمالی
دیوار شمالی جائیست که قلعه سیاه در آن قرار دارد و قلعه توسط «نگهبانان شب» یا کلاغ‌ها نگهبانی می‌شود. آن طرف قلعه سرزمین یخ‌زدهٔ وحشی‌هاست. در ادامه داستان جان استارک فرزند نامشروع «ند استارک» در شمال دیوار توسط وحشی‌ها اسیر می‌شود. مردمان آزاد او را به پیش منس ریدر و ارتش او می‌برد. جان متوجه می‌شود که وحشی‌ها ارتشی بیش از صدهزار نفر دارد و می‌خواهد به دیوار حمله کند.
جان تسلیم منس ریدر می‌شود و با دختری وحشی رابطه برقرار می‌کند که این بر خلاف قسمی است که خورده بود.
مدتی بعد نگهبانان شب متوجه می‌شود که وحشی‌ها شاید دیوار را تهدید کند اما وایت واکرها کل هفت اقلیم را تهدید می‌کند. وایت واکرها موجوداتی قدرتمند هستند که ارتشی بزرگ هم دارند. اطلاعات زیادی دربارهٔ آنها وجود ندارد ولی سَـم دوستِ جان یکی از آنها را کشته‌است.
در ادامه بعد از حمله وحشی‌ها تعدادی از نگهبانان شب که حداکثر تعدادشان چند صد تاست کشته می‌شود. بعد از اولین روز جنگ استانیس براتیون به وحشی‌ها حمله می‌کند و آنها را شکست می‌دهد. او برای فتح وینترفل به کمک وحشی‌ها نیاز داد.
جان اسنو فرمانده نایت واچ می‌شود و …

### در شرق
دوتراکی ها افراد بسیار قدرتمند که با اسب‌هایشان کل شرق باعث ایجان وحشت شده‌اند با داشتن یک کال (فردی که از همه در گروه قدرتمندتر است و شاه آن‌ها است).
کال دروگو آخرین کال زنده و قدرتمند بود که برادر دنریس تارگریان برای همدستی با کال خواهرش را برای ازدواج با کال مجبور می‌کند رابطه این ۲فرد بهبود میابد و برادر دنریس پریشان از این شرایط زیرا قصد او از این ازدواج این بود که کال با ارتش قدرتمند خود به وستروس لشکرکشی کند تا او به حق پدری‌اش برسد همزمان با عروسی دنریس با دروگو فردی به نام سر جورا مونت از وستروس که به عنوان جاسوس برای خدمت به دنریس آمده‌است ۳تخم اژدها برای تبریک عروسی دنریس به او هدیه می‌کند بعد از باردار شدن دنریس در شهر دوتراک دنریس و کال دروگو پیمان برای حمله به وستروس می‌بندند و همزمان با این واقعه برادر دنریس به داخل مجلس می آید «در دوتراک حمل صلاح ممنوع است» چون برادر دنریس شمشیر می‌کشد باعث خشمه دوتراکی‌ها می‌شود و کال دروگو با ذوب کردن کمربند طلایی خود و ریختن او بر سر برادر دنریس باعث مرگ او می‌شود

پس از چندین ماه هنگامی که دوتراکی‌ها به یک روستا حمله می‌کنند دنریس مانع از کشته شدن بعضی از زن‌ها می‌شود و آن‌ها را به خدمت خود می‌گیرد اما یکی از افراد دوتراکی از این حرکت ناخوش ایند می‌شود و برای اعتراض به پیش دروگو می‌رود پس از درگیر شدن آن دو و زخم شدن بدن دروگو توسط شمشیره زهراگین دنریس از یکی از زنانی که به خدمت گرفته بود کمک طلب می‌کند و آن زن با جادو کردن دروگو او را برای همیشه ساکت و بی حرکت می‌کند دنریس از این حرکت خشمگین شده و زن دروگو را در یک گودال آتشین می‌اندازد «دوتراکی‌ها افراد مرده را می‌سوزاندند»
و خود نیز به همراه تخم‌های اژدها به داخل آتش می‌رود پس از خاموش شدن آتش دنریس به همراه ۳ اژدها از خاکسترها بیرون می آید «تارگریان‌ها توسط آتش سوخته نمی‌شوند» و سپس برای کسب وستروس برای تشکیل ارتش اقدام می‌کند و در این راه چالش‌های بسیاری طلب او را می‌کنند…

## جوایز و نامزدی‌ها
- جایزه لوکاس – بهترین رمان (فانتزی) (برنده) – (۱۹۹۷)
- جایزه جهانی فانتزی – بهترین رمان (نامزد) – (۱۹۹۷)
- جایزه هوگو – بهترین رمان کوتاه برای خون و اژدها (برنده) – (۱۹۹۷)
- جایزه نبولا – بهترین رمان (نامزد) – (۱۹۹۷)
- جایزه اگنوتوس – بهترین رمان (خارجی) (برنده) – (۲۰۰۳)